# Хуан Мануэль де Суньига Сотомайор и Мендоса
Хуан Мануэль Диего де Суньига Сотомайор-и-Мендоса, взявший фамилии Хуан Мануэль Диего Лопес де Суньига-и-Манрике , а затем  Хуан Мануэль Диего Лопес де Суньига Сотомайор-и-Мендоса (исп. Juan Manuel López de Zúñiga y Mendoza; 1622, Бехар — 14 ноября 1660, Бехар) — испанский дворянин из дома Суньига, 9-й герцог Бехар и 9-й герцог Пласенсия, 5-й герцог Мандас и Вильянуэва, 1-й маркиз Валеро, 10-й маркиз де Хибралеон, 5-й маркиз Терранова, 11-й граф де Белалькасар, 10-й граф де Баньярес, 13-й виконт Пуэбла-де-Алькосер, главный судья и наследственный главный судебный пристав Кастилии, первый рыцарь Королевства.

## Происхождение и семья
Родился в январе 1622 года в Бехаре, был крещен в церкви Санта-Мария-де-Бехар 16 января 1622 года. Второй сын Франсиско Диего Лопес де Суньига Гусман-и-Сотомайора (1596—1636), 7-го герцога Бехар и Пласенсия, 8-го маркиза Хибралеон, 10-го графа де Белалькасар, 8-го графа де Баньярес, 11-го виконта Пуэбла-де-Алькосер (1619—1636), и его жены Анны де Мендоса де ла Вега-и-Луна (1595—1629), 3-й герцогини Мандас и Вильянуэва и 3-й маркизы Терранова (1624—1629). В 1636 году после смерти своего отца Хуан Мануэль получил от короля титул 1-го маркиза де Валеро.
Младший брат Алонсо Диего Лопеса де Суньига и Мендосы (1621—1660), 8-го герцога Бехар и Пласенсия, который умер 1 августа 1660 года, не оставив потомков, поэтому он стал его преемником. Хуан Мануэль письмом от 27 мая 1647 года передает власть Хайме Фернандесу де Хихару, так что от его имени он женится на Терезе Сармьенто де Сильва-и-Фернандес де Ихар (1631—1709). Брак был отпразднован 15 июля 1647 года. Тереза была дочерью Родриго де Сильва Сармьенто-и-Виландрандо (1600—1664), 8-го графа Салинас, 8-го графа Рибадео и 2-го маркиза Аленкер, и его жены Изабель Маргариты Фернандес де Хихар-и-Кастро-Пинос, 4-й герцогини Ихар. Брачные соглашения были заключены 26 мая 1647 года. В браке у него было два мальчика и одна девочка:
- Мануэль Диего Лопес де Суньига Сотомайор и Мендоса и Сармьенто де Сильва (4 января 1657 — 16 июля 1686), 10-й герцог де Бехар (1660—1686), старший сын и преемник отца
- Бальтасар де Суньига Гусман и Сармьенто (декабрь 1658 — 26 декабря 1727), 2-й маркиз де Валеро, 1-й герцог Арион, 4-й маркиз Аленкер, вице-король Наварры, Сардинии и Новой Испании
- Мануэла де Суньига Сармьенто, жена Франсиско Антони Казимиро Пиментеля де Киньонеса и Бенавидеса, 9-го герцога и 12-го графа де Бенавенте (1655—1709).

Его супруга Тереза скончалась между 1707 и 1709 годами.

## Детство, юность
После смерти 2-го маркиза Вильяманрике Франсиско Манрике де Суньига, не оставив наследников мужского пола, герцог Франсиско Диего хотел оспорить права дома Бехар на маркизат Вильяманрике в пользу своего сына Хуана Мануэля. Его отец, герцог Франсиско Диего, приказал напечатать отчет от 23 сентября 1632 года со ссылкой на фамилию и герб, который отныне должен носить его второй сын Хуан Мануэль Лопес де Суньига Манрике. Король Филипп IV дарует Хуану Мануэлю в знак признательности за заслуги перед короной его отца, герцога Франсиско Диего, титул маркиза Валеро 19 сентября 1636 года.
После смерти его матери, 3-й герцогини Мандас и Вильянуэва, Анны де Мендосы в январе 1629 года, и его отца, 8-го герцога Бехара и Пласенсии, Франсиско Диего, в ноябре 1636 года, куратором и наставником их несовершеннолетних детей был назначен в 1637 году Хуан де Чавес Мендос, рыцарь Ордена Сантьяго. Актом от 5 июня 1637 года Хуан де Чавес Мендоса дает указания, чтобы младшие сыновья, Алонсо Диего, Хуан Мануэль, Иньиго и Диего, отправились учиться в Саламанку. Королевским постановлением от 9 июля 1637 года Фелипе IV приказывает Хуану де Чавесу Мендосе, как попечителю несовершеннолетних детей, давать им ежегодное пособие на питание до тех пор, пока не будет оформлено завещание покойного герцога Франсиско Диего.

## На службе у короля Испании Филиппа IV
За услуги, оказанные короне 1-м маркизом Валеро Хуаном Мануэлем, король Фелипе IV оказал ему некоторые милости в 1640 году. Участвует в качестве капитана роты полковника своего старшего брата, 8-го герцога Бехара и Пласенсии Алонсо Диего, генерал-капитана пограничных войск, в защите границ в войне с Португалией.

## Наследство, судебные процессы, сеньория
По актам от 22 января и 29 мая 1643 года было задокументировано распределение имущества, оставшееся после смерти Франсиско Диего, 7-го герцога Бехара-и-Пласенсии, и Анны де Мендосы, 3-й герцогини Мандас-и-Вильянуэва, между детьми от обоих. Судебные разбирательства между 1649 и 1653 годами: несколько судебных исков со своим братом Алонсо Диего о правах и неравенстве при разделе наследственных активов.
После смерти своего старшего брата Алонсо Диего, которая произошла 1 августа 1660 года, он наследовал его титулы и владения, став 9-м герцогом Бехаром и Пласенсией, 5-м герцогом Мандасом и Вильянуэва и т. д. Из-за наложения пунктов о наследственных поместьях его стали звать Хуан Мануэль Лопес де Суньига Сотомайор Мендоса. Актом от 3 августа 1660 года дается свидетельство о вступлении во владение Бехара, провинция Саламанка, 9-м герцогом Хуаном Мануэлем. Актом от 30 августа 1660 года он уходит в отставку и передает титул и имущество, принадлежащие маркизу Валеро, своему второму сыну Бальтасару.
Свидетельство о наследниках пункта завещания, выданного 7 ноября 1660 года Хуаном Мануэлем Лопесом де Суньига Сотомайор Мендоса, 9-м герцогом Бехар-и-Пласенсия, в пользу его старшего сына Мануэля Диего Лопеса де Суньига Сотомайор-и-Мендоса, 14-го графа Белалькасара, (будущий 10-й герцог Бехар) и других его детей, Бальтасара де Суньига-и-Гусман, 2-го маркиза Валеро, и Мануэлы де Суньига Сотомайор-и-Сильва (будущая 9-я графиня-герцогиня Бенавенте), и поскольку все они несовершеннолетние, он назначает куратора его жене Терезе Сармьенто де Сильва-и-Фернандес де Ихар, 15-й маркизе Аленкер. Сохранилась переписка о развитии болезни, приведшей к смерти герцога Хуана Мануэля, а также инструкции о порядке совершения погребального обряда после смерти герцога.